# Moos (Musiker)
Moustaphe Al-Alamy (arabisch مصطفى العلمي; geboren am 25. August 1974 in Toulouse), bekannt unter dem Künstlernamen Moos, ist ein französischer Sänger.

## Biographie
Moos wurde als Sohn marokkanischer Eltern in Toulouse geboren. 1998 veröffentlichte er seine erste Single Qui me donnera des ailes. Sein größter Erfolg war die im April 1999 veröffentlichte zweite Single Au nom de la rose, die in Frankreich und Wallonien die Spitze der Charts erreichte und vom Syndicat national de l’A mit dem Diamant-Zertifikat für den Verkauf von mehr als 750.000 Exemplaren auf französischem Boden ausgezeichnet wurde.
Sein erstes Album Le Crabe est érotique wurde in Frankreich mit über 100.000 verkauften Exemplaren mit Gold ausgezeichnet.

## Diskografie
Studioalben
- 1999: Le Crabe est érotique
- 2004: Comme Un Etoile

Singles
- 1998: Qui me donnera des ailes
- 1999: Au Nom De La Rose
- 1999: Délicate Chatte
- 2000: Tango gigolo
- 2004: Olivia